# Can Lleuger (Canet de Mar)
Can Lleuger és una obra noucentista de Canet de Mar (Maresme) protegida com a Bé Cultural d'Interès Local.

## Descripció
Casa aïllada amb planta baixa i pis. Té un jardí que l'envolta. Balcó decorat amb una balustrada de la mateixa pedra que trobem a les terrasses.

## Història
El Passeig de la Misericòrdia fou realitzat al segle xix. Aquest passegi està flanquejat per torres a les dues bandes. És un espai urbanístic que cal conservar.